# Erinnyis stheno
Erinnyis stheno är en fjärilsart som beskrevs av Jacob Hübner 1824. Erinnyis stheno ingår i släktet Erinnyis och familjen svärmare. Inga underarter finns listade i Catalogue of Life.